# 邦達里夫卡 (科羅斯堅區)
50°53′31″N 28°14′21″E / 50.89194°N 28.23917°E
邦達里夫卡（烏克蘭語：Бондарівка），是烏克蘭的村落，位於該國北部日托米爾州，由科羅斯堅區負責管轄，始建於1685年，面積2.97平方公里，海拔高度193米，2001年人口960。